# Every Little Part of Me
Every Little Part of Me è il terzo ed ultimo singolo estratto dal terzo album solista di Alesha Dixon, The Entertainer. Il singolo è duetto con Jay Sean prodotto da Slick & Magice e pubblicato il 27 febbraio 2011.
La canzone è stata scritta da Michael Hannides, Anthony Hannides, Alan Sampson e da Jay Sean. Il brano è stato accolto dalla critica in maniera generalmente positiva. Nonostante ciò, il singolo è stato un insuccesso commerciale, il brano di minor successo della Dixon.
Il video è stato pubblicato il 1º aprile successivo.

## Tracce
- EP digitale

1. Every Little Part of Me
2. Every Little Part of Me (Steve Smart + Westfunk Remix) [feat. Jay Sean]
3. Every Little Part of Me (Mike Delinquent Project Remix) [feat. Jay Sean]
4. Every Little Part of Me (Self Taught Beats Remix) [feat. Jay Sean]
5. Every Little Part of Me (Culture Shock Remix) [feat. Lomaticc & Sunny Brown & Jay Sean]

- Download digitale

1. Every Little Part of Me – 3:21

## Classifiche
| Classifica (2011) | Posizione massima |
| ----------------- | ----------------- |
| Regno Unito       | 78                |
| Regno Unito (R&B) | 25                |
| Slovacchia        | 35                |